# Tumba Fuling
La tumba Fuling (en chino: 福 陵; pinyin: Fú líng) también conocida como la tumba del Este (simplificado: 东 陵; tradicional: 東 陵; pinyin: Dōng líng) es el mausoleo de Nurhaci, el emperador que fundó la dinastía Qing y su esposa, la emperatriz Xiaocigao. Fue el sitio principal para ceremonias rituales llevadas a cabo por la familia imperial durante toda la dinastía Qing. Ubicada en la parte oriental de la ciudad de Shenyang, provincia de Liaoning, nordeste de China, la tumba Fuling es un lugar Patrimonio de la Humanidad declarado por la Unesco desde 2004.

## Disposición
El mausoleo es un complejo arquitectónico amplio que está formado por una arcada de piedra, una puerta principal roja, la vía sacra, pilares de nube, animales de piedra una escalera de 108 escalones de piedra, el pabellón de estelas Shengongshengde, la habitación de lavado, la habitación de fruta, la habitación del té, la puerta Long'en, la sala Long'en, las habitaciones laterales oriental y occidental, y el pabellón de la seda ardiente, la puerta Lingxing, los cinco utensilios de sacrificio de piedra, el pabellón Ming y la ciudad del Tesoro.

## Ubicación
La tumba se encuentra en una zona de colinas, de 10.000 metros al este de la vieja ciudad de Shenyang.

## Protección
La tumba Fuling fue inscrita por la Unesco dentro del Patrimonio Mundial en una extensión del sitio Tumbas imperiales de las dinastías Ming y Qing en 2004.